# Cerynea
Cerynea es un género de lepidópteros de la familia Erebidae.

## Especies
- Cerynea acidalia Berio, 1960
- Cerynea albivitta Hampson, 1918
- Cerynea albocostata Berio, 1960
- Cerynea ampafana Viette, 1976
- Cerynea apicalis Berio, 1960
- Cerynea argentescens Hampson, 1910
- Cerynea bicolors Berio, 1960
- Cerynea cadoreli Viette, 1976
- Cerynea contentaria (Walker, 1861)
- Cerynea digonia Hampson, 1914
- Cerynea disjunctaria (Walker, 1861)
- Cerynea endotrichalis Hampson, 1910
- Cerynea falcigera Berio, 1960
- Cerynea fissilinea Hampson, 1910
- Cerynea flavibasalis Hampson, 1910
- Cerynea flavicostata (Holland, 1894)
- Cerynea homala Prout, 1925
- Cerynea ignealis Hampson, 1910
- Cerynea ignetincta Berio, 1960
- Cerynea igniaria (Hampson, 1898)
- Cerynea limbobrunnea Fletcher, 1961
- Cerynea minuta Berio, 1960
- Cerynea nigrapicata Berio, 1960
- Cerynea nigropuncta Fletcher, 1961
- Cerynea oblops Viette, 1961
- Cerynea ochreana (Bethune-Baker, 1908)
- Cerynea omphisalis Walker, 1859
- Cerynea ovata Berio, 1977
- Cerynea pallens Hampson, 1918
- Cerynea perrubra Hampson, 1910
- Cerynea pilipalpus Hulstaert, 1924
- Cerynea porphyrea Hampson, 1910
- Cerynea pseudovinosa Berio, 1960
- Cerynea punctulata Berio, 1960
- Cerynea ragazzii Berio, 1937
- Cerynea rubra Swinhoe, 1905
- Cerynea sepiata Warren, 1913
- Cerynea sumatrana Swinhoe, 1918
- Cerynea tetramelanosticta Berio, 1954
- Cerynea thermesialis (Walker, [1866])
- Cerynea trichobasis Hampson, 1910
- Cerynea trogobasis Hampson, 1910
- Cerynea ustula (Hampson, 1898)
- Cerynea veterata Viette, 1961
- Cerynea vinosa Berio, 1960
- Cerynea virescens Hampson, 1910
- Cerynea xenia Swinhoe, 1902